# Aleksandrovsk-Sachalinskij

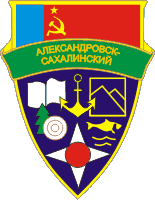
Aleksandrovsk-Sachalinskijs vapen.

Aleksandrovsk-Sachalinskij (ryska Алекса́ндровск-Сахали́нский) är en stad på norra Sachalin i sydöstra Ryssland.
Staden upprättades på västkusten som ett läger för politiska fångar år 1883. 1970 hade staden vuxit till att ha 20 342 invånare, men har sedan dess avfolkats och det nuvarande invånarantalet ligger på mindre än hälften, 9 720 invånare i början av 2015.
Skriftställaren Anton Tjechov uppehöll sig i Aleksandrovsk-Sachalinskij i tre månader 1890 och kom i kontakt med livet i fånglägret. Dessa upplevelser finns nedtecknade i berättelsen Sachalin. Huset där Tjechov bodde står idag kvar som ett monument över författaren.